# Atriplex barclayana
Atriplex barclayana là loài thực vật có hoa thuộc họ Dền. Loài này được (Benth.) D.Dietr. mô tả khoa học đầu tiên năm 1852.